# 片山松造
片山 松造（かたやま しょうぞう、1933年1月13日 - 2015年3月26日）は、日本の実業家。東洋ゴム工業（現在のTOYO TIRE）代表取締役社長・会長、日本自動車タイヤ協会会長、タイヤ公正取引協議会会長などを歴任した。

## 人物・経歴
京都府出身。1955年、神戸大学経営学部を卒業後、東洋ゴム工業に入社した。1993年から代表取締役社長を務め、菱東タイヤの吸収合併や、鬼怒川ゴム工業との業務提携、人員削減などのリストラ策等を行い、業績回復を果たした。2002年、代表取締役会長に就任した。日本自動車タイヤ協会会長、タイヤ公正取引協議会会長等も歴任した。2004年度旭日中綬章を受章した。2015年に肝臓がんのため死去した。享年82。

## 著書
- 『自動車関連産業からの国際化と異文化交流：神戸大学国際文化学部講義録』（岸田忠之と共編）ユニウス 2004年